# Mistrzostwa Świata Juniorów w Narciarstwie Klasycznym 1977
Mistrzostwa Świata Juniorów w Narciarstwie Klasycznym 1977 – zawody sportowe, które odbyły się od 15 do 21 lutego 1977 r. w szwajcarskim Sainte-Croix. Były to pierwsze oficjalnie mistrzostwa świata juniorów w narciarstwie klasycznym w historii. Podczas mistrzostw zawodnicy rywalizowali w 6 konkurencjach, w trzech dyscyplinach klasycznych: skokach narciarskich, kombinacji norweskiej oraz w biegach narciarskich. W tabeli medalowej zwyciężyła reprezentacja NRD, której zawodnicy zdobyli 3 złote, 2 srebrne i 1 brązowy medal.

## Program
18 lutego
- Kombinacja norweska - skocznia normalna, 15 km indywidualnie (M)

21 lutego
- Skoki narciarskie - skocznia normalna indywidualnie (M)

15-19 lutego
- Biegi narciarskie - 5 km (K), 15 km (M)
- Biegi narciarskie - sztafeta 3×5 km (K), 3×10 km (M)

## Medaliści

### Biegi narciarskie
Mężczyźni
| Konkurencja             | Data           | Złoto                                                       | Srebro                                            | Brąz                                                  |
| ----------------------- | -------------- | ----------------------------------------------------------- | ------------------------------------------------- | ----------------------------------------------------- |
| Bieg na 15 km           | 15 lutego 1977 | Iwan Lebanow                                                | Anatolij Iwanow                                   | Leonid Olisin                                         |
| Bieg sztafetowy 3×10 km | 19 lutego 1977 | ZSRR Aleksandr Ponomariow · Leonid Olisin · Anatolij Iwanow | NRD Peter Anders · Gerald Freyer · Karsten Brandt | Finlandia Vesa Kulju · Antero Pietela · Eero Niskanen |

Kobiety
| Konkurencja            | Data           | Złoto                                                    | Srebro                                          | Brąz                                                     |
| ---------------------- | -------------- | -------------------------------------------------------- | ----------------------------------------------- | -------------------------------------------------------- |
| Bieg na 5 km           | 18 lutego 1977 | Birgit Schreiber                                         | Lubow Zykowa                                    | Nadieżda Szamakowa                                       |
| Bieg sztafetowy 3×5 km | 19 lutego 1977 | NRD Marlies Rostock · Elvira Pechmann · Birgit Schreiber | RFN Regina Stoib · Susi Riermeier · Karin Jäger | Norwegia Tove-Grethe Solheim · Vigdis Kalmo · Kitty Dahl |

### Skoki narciarskie
Mężczyźni
| Konkurencja                       | Data           | Złoto       | Srebro        | Brąz          |
| --------------------------------- | -------------- | ----------- | ------------- | ------------- |
| Skocznia normalna - indywidualnie | 21 lutego 1977 | Pavel Fízek | Matthias Buse | Hubert Neuper |

### Kombinacja norweska
Mężczyźni
| Konkurencja                                      | Data           | Złoto            | Srebro         | Brąz         |
| ------------------------------------------------ | -------------- | ---------------- | -------------- | ------------ |
| Skocznia normalna, bieg na 15 km - indywidualnie | 18 lutego 1977 | Gunter Schmieder | Fiodor Kołczin | Uwe Dotzauer |

## Tabela medalowa
| Klasyfikacja medalowa | Klasyfikacja medalowa | Klasyfikacja medalowa | Klasyfikacja medalowa | Klasyfikacja medalowa | Klasyfikacja medalowa |
| Lp.                   | Państwo               | złoto                 | srebro                | brąz                  | złoto · srebro · brąz |
| --------------------- | --------------------- | --------------------- | --------------------- | --------------------- | --------------------- |
| 1.                    | NRD                   | 3                     | 2                     | 1                     | 6                     |
| 2.                    | ZSRR                  | 1                     | 3                     | 2                     | 6                     |
| 3.                    | Bułgaria              | 1                     | 0                     | 0                     | 1                     |
| 3.                    | Czechosłowacja        | 1                     | 0                     | 0                     | 1                     |
| 5.                    | RFN                   | 0                     | 1                     | 0                     | 1                     |
| 6.                    | Austria               | 0                     | 0                     | 1                     | 1                     |
| 6.                    | Finlandia             | 0                     | 0                     | 1                     | 1                     |
| 6.                    | Norwegia              | 0                     | 0                     | 1                     | 1                     |